# Pascale Rouet
Pour les articles homonymes, voir Rouet.
 (septembre 2024).
Il peut être nécessaire de l'améliorer pour respecter le principe de neutralité de point de vue. 

 (septembre 2024).
Si vous disposez d'ouvrages ou d'articles de référence ou si vous connaissez des sites web de qualité traitant du thème abordé ici, merci de compléter l'article en donnant les références utiles à sa vérifiabilité et en les liant à la section « Notes et références ».
Pascale Rouet, née en 1961, est une organiste, professeur d'orgue et concertiste française.

## Biographie
Après avoir effectué ses premières études musicales à l'ENMD de Charleville-Mézières et au Conservatoire de Reims, elle entre au CNSM de Paris où elle obtient de nombreux premiers prix dans les classes d’orgue, d’improvisation (Rolande Falcinelli), d’harmonie (Roger Boutry), de contrepoint (Jean-Paul Holstein), de fugue (Marcel Bitsch) et d’orchestration (Serge Nigg). Elle travaille ensuite avec André Isoir, Jean-Pierre Leguay, Bernard Foccroulle et Yannick Le Gaillard. Elle remporte en 1986 le premier prix du Concours international d'orgue de Toulouse consacré à la Musique contemporaine.
Titulaire du CA, elle enseigne l'orgue au Conservatoire à rayonnement départemental de Charleville-Mézières depuis 1988 et à l'Académie d'été d'Orgues en Cornouailles depuis 2006.
De 1991 à 2011, elle est cotitulaire de l'orgue Formentelli de l'Abbatiale Notre-Dame de Mouzon.
Elle a réalisé une vingtaine d'enregistrements allant de la musique ancienne à la musique contemporaine. Dédicataire et créatrice de nombreuses partitions (J.P. Leguay, L. Rogg, B. Mather, B. Mernier, R. Campo, G. Garcin, A. Girard, J.-Cl. Henry, J. Pichard, Th. Pallesco, D. Mercureanu, Ch. Marchand, J.L. Etienne, A. Mabit, R. Maillard, M. Boedec…), elle est passionnée par la musique contemporaine qu’elle tente de faire mieux connaître et apprécier : concerts, enregistrements, éditions de partitions, analyses, entretiens, articles dans diverses revues, conférences, ouvrages musicologiques… Elle participe régulièrement à différents colloques et fait partie de nombreux jurys internationaux.
Elle est rédactrice en chef de la revue Orgues Nouvelles de 2009 à 2016, puis de nouveau depuis 2018. Elle est également l'auteur d'ouvrages et d'articles consacrés à des sujets variés comme des personnalités marquantes de l'orgue (entretiens avec Michael Radulescu, Lionel Rogg, André Isoir) et l'enseignement de l'orgue.

## L'engagement pédagogique en faveur de la musique contemporaine
Persuadée que l’intérêt pour la musique de notre époque passe par un contact avec celle-ci dès les premières années d’étude, Pascale Rouet développe une activité pédagogique au CRD de Charleville-Mézières visant à élargir le répertoire destiné aux jeunes enfants. Une collaboration étroite avec différents compositeurs a donné naissance à une série d’œuvres destinées à de jeunes organistes, leur permettant une approche technique mais aussi théorique, voire parfois instinctive des langages musicaux actuels.
Les œuvres créées au CRD de Charleville-Mézières :
- Laurent Carle : « Carnet de notes » (2005)
- Jean-Luc Etienne : « Meslanges » (2009)
- Gérard Garcin : « Études » pour orgue à quatre mains (1997)
- Anthony Girard : « Oiseaux et roses du jardin d’Éden » (2002) ; « Et si le ciel disparaît ? » (2002)
- Jean-Claude Henry : « Six Courtes Études Pour Orgue » (2003)
- Thomas Lacôte : « Préludes éphémères » (2010)
- Jean-Pierre Leguay : « Sept pièces pour flûte traversière et orgue » (2001/2005)
- Christophe Marchand : « Comme un album longtemps oublié » (duos pour clavier et sept instruments, (2001) ; « 10 préludes colorés (2001) » ; « Mauvais sorts et Maléfices » (2004)
- Bruce Mather : « Cinq pièces faciles » pour orgue à quatre mains (2002) ; « 19 Études faciles » (2006/2008)
- Jacques Pichard : « Une journée du petit Valentin » (suite pour orgue, flûtes à bec et traversière, violon, clarinette, percussions) (2002) ; « Perspective des ailleurs » (24 pièces pour claviers : Orgue, Clavecin, Accordéon, Xylophone, Glockenspiel, Vibraphone, Marimba, Cloches Tubulaires) suivi de « Conte des Voyelles » (pour chœur d’enfants à 3 voix, Glockenspiel, Cloches Tubulaires, Vibraphone, Marimba, Accordéon, Clavecin, Synthétiseur et Orgue) (2008 – 2009)

## Discographie

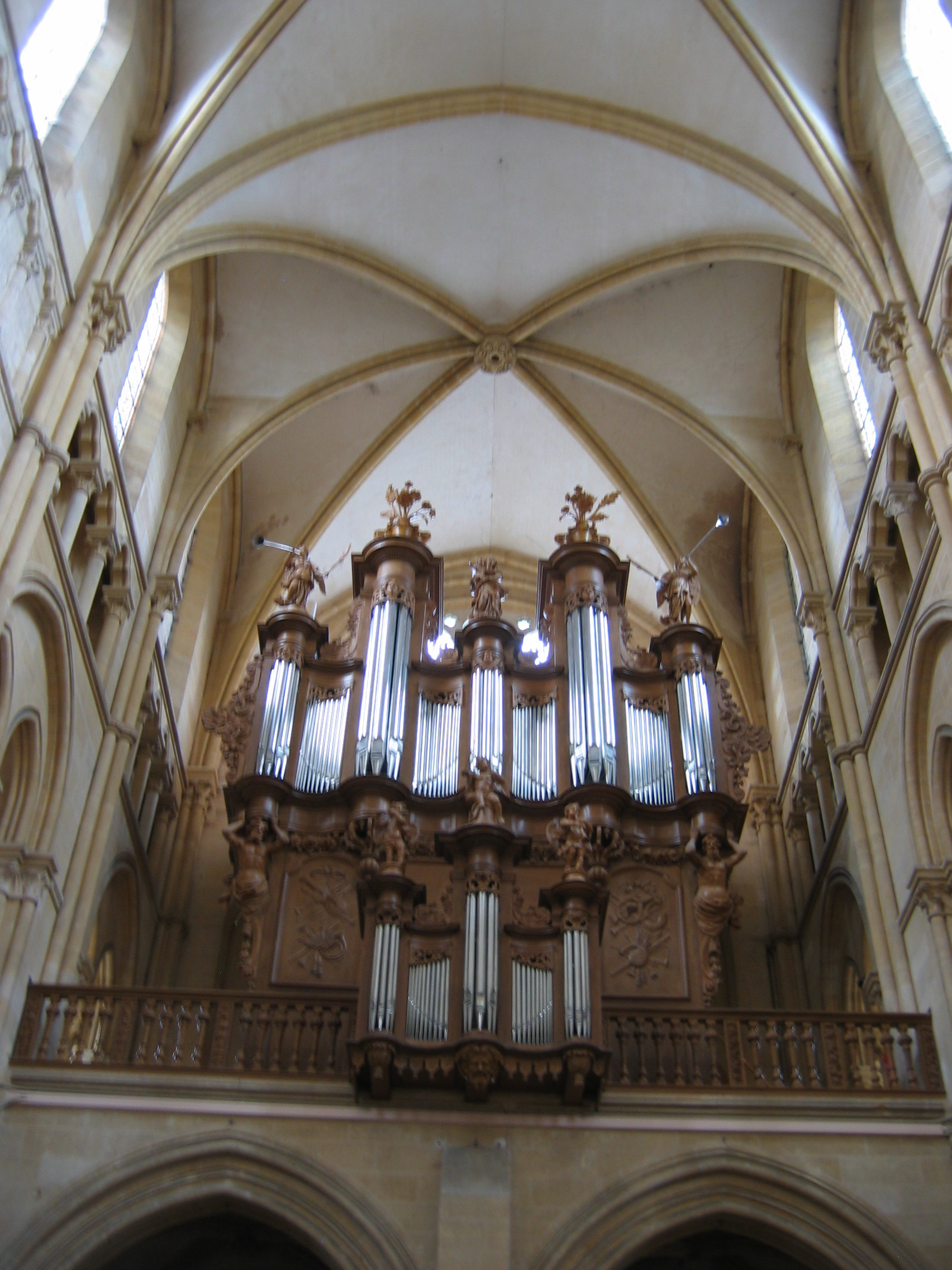
L'orgue Christophe Moucherel de l'Abbatiale Notre-Dame de Mouzon.

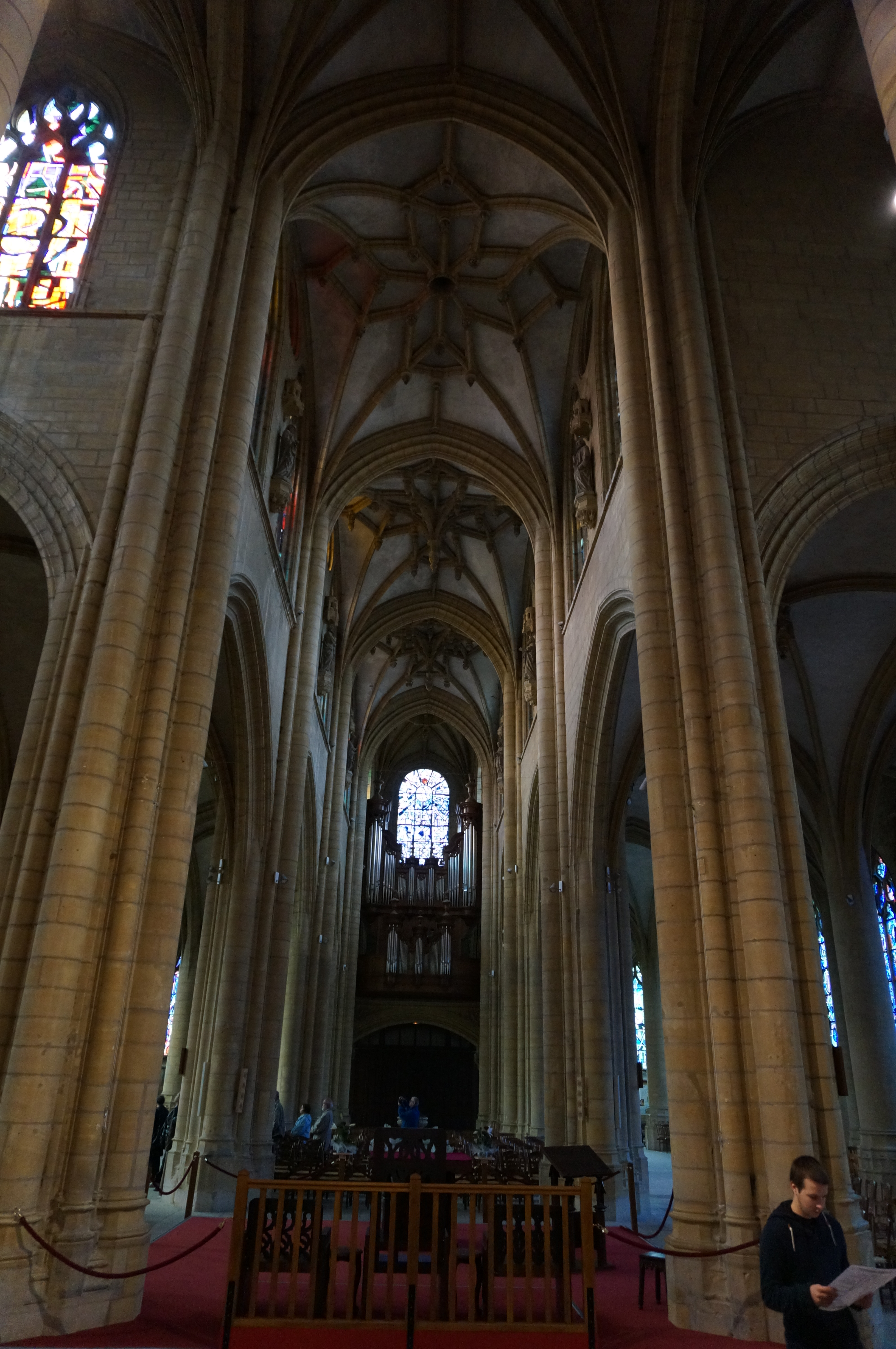
Nef et orgues de la Basilique Notre-Dame-d'Espérance de Charleville-Mézières.

- 1991 : La musique contemporaine pour orgue vol 1, Charles Chaynes, Bruce Mather, Lionel Rogg - Orgue Metzler de la Cathédrale St-Pierre de Genève (Gallo CD 634) (OCLC 25777459)
- 1991 : La musique contemporaine pour orgue vol 2, Jean-Pierre Leguay, 23 Préludes - Orgue de la Collégiale Sainte-Croix de Montélimar (Gallo CD 637) (OCLC 30795318)
- 1992 : Jean-Sébastien Bach - Orgue Moucherel/Formentelli de Mouzon (Gallo CD 720)
- 1994 Orgue d’Aujourd’hui, Leguay (Spicilège ; Capriccio), Alain Mabit (Segments), Christian Villeneuve (Pièces à convictions) - Orgue de la Collégiale Notre-Dame de Semur-en-Auxois, Avec J.P. Leguay (23–24 septembre 1994, Euromuses CD 2015) (OCLC 463335363)
- 1997 : Bach, Mendelssohn - Orgue Koenig de la Basilique Notre-Dame-d'Espérance de Charleville-Mézières (août 1997, Triton 331112) (OCLC 659136579)
- 1997 : J.F. et P. Dandrieu, Noëls variés pour l’orgue - Orgue de l'Abbatiale Notre-Dame de Mouzon ; avec Greta De Reyghere, soprano (28–31 octobre 1997, Pavane ADW 7405) (OCLC 46820606)
- 1998 : Danses à l’orgue autour de Bernardo Storace - Orgue de l'Abbatiale Notre-Dame de Mouzon (2–3 juillet 1998, Pavane ADW 7415) (OCLC 50415524)
- 1999 : Autour de Benedetto Marcello - Orgue Westenfelder de Membre, Belgique ; Evelyne Martina-Daussy, violoncelle (juillet 1999, Pavane ADW 7441) (OCLC 49967621)
- 1999 : Leguay, Sonate no 1, « Madrigals » - Orgue de l’église Saint-François de Lausanne (Éditions Lade EL CD 033) (OCLC 875399754)
- 2000 : Bach, « L'Art de la fugue » et autres pièces - Orgue de l'Abbatiale Notre-Dame de Mouzon), à 4 mains avec Jean-Christophe Leclère (2CD Gallo CD 1047/1048)
- 2000 : Un concert à Gespunsart, Œuvres diverses sur l’orgue restauré Jacques Petit-Falaize - (Greta De Reyghere, soprano ; Xavier Haag, Flûte (Production : commune de Gespunsart, Ardennes)
- 2003 : Michael Radulescu, « Fünf Stücke » ; « Ricercari » ; « Sieben Choräle zur Passion » - Orgue de l’Église Notre-Dame-des-Blancs-Manteaux, Paris (avril 2003, Triton TRI 331132) (OCLC 659105860)
- 2003 : Autour de l’Espagne, Œuvres espagnoles des XVIe, XVIIe, et XVIIIe siècles et de B. Mernier, V. Paulet, R. Campo, Ch. Marchand - Orgue de Mouzon (juillet 2001, Pavane ADW 7468)
- 2004 : Régis Campo, « Autoportraits », Sonneries 1 et 2 ; « Capriccio » - Orgue Koenig de la Basilique Notre-Dame-d'Espérance de Charleville-Mézières (Mandala/Harmonia Mundi MAN 5084 HMCD 83)
- 2005 : Christophe Marchand, « Toccata et Canzone à quatre », Pièce à quatre mains - avec le compositeur (dans « Jeunes organistes compositeurs », Éditions Hortus CNSMDP)
- 2005 : Jacques Pichard, Œuvres pour orgue, orgue et percussions, orgue et chant - Orgue de la Collégiale Sainte-Croix de Montélimar (Triton) (OCLC 421406340)
- 2007 : Bruce Mather, Œuvres pour orgue - Orgue Westenfelder de Membre, Belgique ; orgues Y. Koenig de la Basilique Notre-Dame-d'Espérance de Charleville-Mézières et de l’église Notre Dame-Saint-Léger de Sedan (mai/juillet 2005, Delatour CDT 0012) (OCLC 658559571)
- 2008 : La naissance d’un grand orgue, « Classiques de demain », Musique contemporaine sur le nouvel orgue Quoirin de la Cathédrale d’Évreux. Œuvres de J.P. Leguay, Gr. Finzi, A. Mabit, J.L. Étienne, J. Pichard et Fr. Delor (Triton TRI 331154) (OCLC 494908943)
- 2009 : Musiques d’hier et musiques d’aujourd’hui – À l’orgue de Mouzon (Triton TRI 331162) (OCLC 762586600)
  - CD1 : Balbastre, Corrette, Dandrieu, Guilain, Du mage
  - CD2 : Leguay, Étienne, Mabit, Boédec, Mather, Marchand
- 2012 : Leguay, Chant d’airain, Œuvres pour orgue, cuivres et percussion - Orgue de l'église Saint-Martin de Dudelange, Luxembourg (Éditions Hortus 095) (OCLC 5692519398)
- 2014 : Anthony Girard, DVD Le cercle de la vie : Et si le Ciel disparaît - Orgue de la cathédrale d'Auxerre; C.E.A. Misika, S. Picciotto
- 2015 : Anthony Girard, CD-Livre. Chemins couleur du temps : musique et poésie, Musique sur des poèmes de Jean de Chauveron, Heather Dohollau, Michel Dugué, Jean-Paul Hameury, Didier Jourdren, Yves Prié, Avec Françoise Masset (Soprano) et Jean-Pierre Arnaud (cor anglais), Editions Folle Avoine
- 2017 : Christophe Marchand : Musiques en miroirs, Orgue Y. Koenig de la basilique de Mézières, Triton 331211
- 2018 : Anthony Girard, Derniers instants avant la nuit, Pièces pour orgue seul, pièces pour orgue et percussion, Orgue de Dudelange ; percussion : J.F. Durez (Hortus –159) – uniquement en version numérique

## Écrits

### Ouvrages
- Michael Radulescu : conférence, entretien, analyses, Delatour DLT 0158
- Michael Radulescu : « Vier alttestamentliche Gebete » - Analyse, Delatour DLT 0138
- « Rencontres avec Jean-Pierre LEGUAY, Bruce MATHER, Michael RADULESCU, Régis, CAMPO, Christophe MARCHAND », Delatour 0570
- Orgue et musique contemporaine : «Enseigner la musique contemporaine dès les premières années ?... Liste et présentation de pièces pour les premier et second cycles », Delatour 0629
- Entretiens avec Michael RADULESCU : « Michael Radulescu : Quelques souvenirs... », 2007 (Delatour DLT 1550)
- André Isoir – Histoire d’un organiste passionné, 2010 (Delatour DLT 1795)
- Enquêtes sur le sacré dans la musique d’aujourd’hui, En collaboration avec Christophe Marchand, 2011 (Delatour DLT 1930)
- Participation à la rédaction du « Guide de la musique d’orgue » (Fayard, nouvelle édition augmentée 2012, sous la direction de Gilles Cantagrel)
- André Isoir – The story of a passionate organist, à paraître 2013 (Delatour, traduction anglaise de DLT 1795)
- Louis Thiry – Ma forêt musicale, Promenade émerveillée parmi les notes, les rythmes, les hommes, les instruments…, Edition Orgues Nouvelles (2017)

### Articles divers
- Le point de vue de l’interprète dans la musique d’orgue de Christophe MARCHAND, « L’Orgue » no 259
- La musique de Benoît Mernier, Dans « Orgelkunst » no 49
- La forme brève dans l’œuvre pour orgue de Jean-Pierre LEGUAY, Dans la revue « L’Orgue » no 269
- Introduction à la musique contemporaine pour orgue –rencontres avec sept compositeurs de notre temps, Dans la revue de l’ANFOL (no 48 et suivants)
- Orgue et musique contemporaine, Dans la revue CADMOS no 7
- Entretiens avec Lionel Rogg, « L’Orgue » - 2006
- « Aimer la musique d’aujourd’hui », XIV questions dans MO’ no 87
- Entretien avec Michael RADULESCU, Entretien avec Jean-Luc ETIENNE, Site de l’orgue de St Dié, « Les quarante ans de l’Académie d’orgue de St Dié » - 2007
- Quand classe d’orgue et musique contemporaine font bon ménage..., Dans la revue de la FNAPEC (no 51 – septembre 2006)
- Les œuvres pour orgues de Bruce MATHER – ANALYSES, Ardennes -  Cinq pièces à quatre mains -  Cinq pièces pour l’orgue de Membre, 2007 – Editions Delatour
- Quelques mots sur l’enseignement de l’orgue..., L’Orgue francophone no 35 (2007)
- Der französische Komponist, Organist und Pädagoge Jean-Pierre Leguay, 2010 In Organ – Journal für die Orgel (Schott 2/10)
- Articles sur Theo Brandmüller, Thomas Daniel Schlee, Hermann Schröder, Jon Laukvik, dans la revue L’Orgue, 2018
- Texte de présentation du Cd Visage de l’orgue français par Aurélien Fillion
- Texte de présentation du coffret L’œuvre d’orgue d’Olivier Messiaen par Louis Thiry (la Dolce Volta, septembre 2018)
- Musique I Serge Fréchet : On entend le vent (petit cours d’histoire de l’orgue avec Pascale Rouet) et Rencontre avec Christophe Marchand, Revue les amis de l’Ardenne – no 60 juillet 2018
- Musique II, Louis et Ernest Letrange, Armand Tridémy et Apprendre, jouer, chanter (la vie musicale ardennaise et le Conservatoire), Revue les amis de l’Ardenne – no 61 Septembre 2018

### Articles dans la revuePréludesde l'ANFOL
- Introduction à la musique contemporaine pour orgue/rencontres avec sept compositeurs de notre temps, (octobre 2004 à juillet 2006), Introduction (no 48), Jean-Pierre leguay (no 49), Christophe Marchand (no 50), Michael Radulescu (no 51), Jean-Louis Florentz (no 52), Lionel Rogg (no 53), Jacques Pichard (no 54), Claude Ballif (no 55)
- Armand TRIDEMY, un musicien ardennais...  (no 56 - octobre 2006)
- Grandes fresques sacrées de notre époque I : Michael RADULESCU: Leiden und Tod unsres Herrn und Heilands Jesus Christus - Eine Passion (no 57 - janvier 2007)
- Grandes fresques sacrées de notre époque II : La Messe Missa Christi Regis Gentium de Benoît MERNIER, (no 58 - avril 2007)
- Grandes fresques sacrées de notre époque III : La Missa Deo Gratias de Jean Pierre LEGUAY (no 59 - juillet 2007)
- Grandes fresques sacrées de notre époque IV : La Missa cum Jubilo de Gilbert AMY (no 60 - octobre 2007)
- Grandes fresques sacrées de notre époque V : La Messe de Vincent PAULET (no 61 - janvier 2008)
- La transmission du savoir I : Sur les traces de Pierre FROIDEBISE (no 62 - avril 2008)
- La transmission du savoir II : l’Ecole d’orgue du Morbihan – Rencontre avec Véronique LE GUEN (no 63 - juillet 2008)
- La transmission du savoir III : Curt SCHWENKEDEl (no 64 - octobre 2008)
- La transmission du savoir IV : André ISOIR (no 65 - janvier 2009)
- Rencontre avec Louis Thiry (I) (no 66 - avril 2009)
- Rencontre avec Louis Thiry (II) (no 67 - juillet 2009)
- Orgue historique et pensée contemporaine (no 68 - octobre 2009)
- À propos des Inventions de Jean-Sébastien BACH…(no 70 - avril 2010)
- Les grands pédagogues I : Maurice MOERLEN (no 71 - juillet 2010)
- Les grands pédagogues II : Pierre PERDIGON (no 72 - octobre 2010)
- Les grands pédagogues III : Jean-Claude HENRY (no 74 - avril 2011)
- Enseignement et musique contemporaine (no 75 - juillet 2011)
- Jehan ALAIN (no 76 - octobre 2011)
- enquêtes sur le Sacré (I): introduction (no 77 - janvier 2012)
- enquêtes sur le Sacré(II) : rencontre avec Suzy SCHWENKEDEL (no 78 - avril 2012)
- enquêtes sur le Sacré(III) : rencontre avec Anthony GIRARD (no 79 - juillet 2012)
- enquêtes sur le Sacré(IV) : rencontre avec Lionel ROGG (no 80 - octobre 2012)
- enquêtes sur le Sacré(V) : rencontre avec Anne FROIDEBISE (no 81 - janvier 2013)
- enquêtes sur le Sacré(VI) : rencontre avec Michel BOEDEC (no 82 - avril 2013)
- A l’écoute de la passion de Michael Radulescu (no 83 - juillet 2013)
- La Musica Ricercata de György Ligeti (no 84 - octobre 2013)
- Rencontre avec Yves Lafargue (no 86 - avril 2014)
- Jean-Pierre Leguay : Rivages (no 87 - juillet 2014)
- Christophe Marchand : le songe de Jan Pieterszoon Sweelinck (no 89 - janvier 2015)
- Les vitraux de la basilique de Mézières : un art sacré par excellence (janvier 2019)

## Édition de partitions
- Antonio Diabelli : sept pièces mélodiques (transcription pour orgue), DLT 0568 - avec CD
- Christophe Marchand : « Mauvais sorts et maléfices », Recueil de treize pièces courtes pour deux ou quatre mains, accompagnées d’exercices techniques et d’exemples analytiques. Destinées aux débutants, DLT 0569, avec CD
- Joseph Haydn, Pièces pour horloges mécaniques- version simplifiée, DLT0630 - avec CD
- Bruce Mather, Cinq pièces faciles pour orgue à quatre mains, Partition, présentation et éléments analytiques, DLT 0675 avec CD
- Bruce Mather, Cinq pièces pour l’orgue de Membre, Partition, présentation et éléments analytiques, DLT 1153 avec CD
- Bruce Mather, Ardennes, Partition, présentation et éléments analytiques, DLT 0825 avec CD
- Christophe Marchand : « Le livre de Sortilèges », Partition, présentation et analyse, DLT 0951 avec CD
- Bruce Mather, Études faciles pour orgue, Partition, présentation et éléments analytiques, DLT 1968 (anglais) ou 1535 (français) avec CD
- Christophe Marchand, Orchésographie, Cinq danses pour orgue, DLT 2155
- Christophe Marchand, Six études pour orgue, DLT 2154
- Christophe Marchand, Dactylopraxie, 3 suites pour toucher l’orgue – DLT 2318
- Christophe Marchand, Praxipode, 3 suites pour toucher le pédalier – DLT 2618
- Christophe Marchand, Miroirs : Stella splendens in monte (autour du Livre de Montserrat)et Le songe de Sweelinck – DLT 1770
- Christophe Marchand, Danses macabres - DLT2787
- Comptinopraxie, Préface de Lionel Avot, Dessins de Gérard Patureaux - DLT 2720
- Bien commencer… l’Orgue : Anthologies de pièces uniquement manuelles pour débutants, Préface de Michel Bouvard et Olivier Latry, professeurs au CNSM de Paris, Vol.1 - DLT 2535, Vol.2 - DLT 2537, Vol.3 DLT 2539, Vol.4 (adultes) - DLT 1766
- Pour continuer… l’Orgue : méthode-anthologie de pièces avec pédalier pour débutants, Vol.1 (Préface de Michel Bouvard et Olivier Latry) - DLT 2533, Vol.2 (Préfaces de James David Christie et Benoît Mernier) - DLT 1767